# Heteroderes instabilis
Heteroderes instabilis is een keversoort uit de familie kniptorren (Elateridae). De wetenschappelijke naam van de soort is voor het eerst geldig gepubliceerd in 1849 door Fairmaire.